# William Larned
William "Bill" Augustus Larned (30 de diciembre de 1872 - 16 de diciembre de 1926) fue un jugador de tenis estadounidense, que brilló a comienzos del siglo XX, conquistando un total de 7 títulos individuales en el US Championships. Adicionalmente, tiene el récord compartido de más títulos en dicho torneo.

## Biografía
Nacido y criado en Summit, Nueva Jersey, era el hijo mayor de un acaudalado abogado. Se movió a Cornell para estudiar ingeniería mecánica y alcanzó sus primeras distinciones cuando se consagró como campeón interuniversitario, siendo el único en la historia de la Universidad de Cornell. Sus habilidades no se restringían sólo al tenis, destacándose también en hockey sobre hielo, hípica, golf y tiro con rifle. En 1922 inventó la raqueta con aro de acero y fundó una compañía para elaborarla.
Es considerado uno de los 3 grandes del US Championships, habiendo ganado un récord de 7 títulos individuales, hecho que comparte junto a Richard Sears y Bill Tilden. Sus logros en el torneo comenzaron a la avanzada edad de 28 años, cuando conquistó su primer título en 1901. Su último título lo logró a los 38 años, convirtiéndolo en el vencedor más veterano en la historia del torneo.
Hizo su debut en el torneo en 1891, con 19 años y hasta 1911 perdió sólo dos veces antes de las semifinales con un récord de 61-12, ausentándose solamente en 1898 cuando peleó en la guerra hispano-estadounidende. Su primera final la alcanzó en 1900, perdiendo ante Malcolm Whitman. Al año siguiente consiguió su primer título derrotando en la final a Beals Wright. Entre 1907 y 1911 conquistó el título en 5 ocasiones consecutivas.
Fue miembro del equipo estadounidense de Copa Davis entre 1902 y 1912, consagrándose campeón en 1902, cuando derrotaron a Gran Bretañaned perdió el primer singles ante Reggie Doherty y venció en el segundo a Joshua Pim. Su última participación fue en 1912, en la final ante Australasia, donde perdió su partido ante Rodney Heath.
Su juego se basaba en sus poderosos golpes de fondo, sobre todo con la derecha, en la que solía emplear topspin. Su hermano, Edward Larned, también fue un excelente un jugador de tenis que llegó a estar en la lista de los diez primeros jugadores estadounidenses a principios del siglo XX. Durante su participación en la guerra hispano-estadounidense, contrajo reumatismo, que más tarde se agravó y lo obligó a abandonar la actividad.
Se suicidó el 16 de diciembre de 1926. Fue incluido en el Salón Internacional de la Fama del tenis en 1956. En su ciudad natal existe una calle llamada "Larned Road" en homenaje a él y a su padre.

## Torneos de Grand Slam

### Campeón Individuales (7)
| Año  | Torneo           | Oponente en la final | Resultado           |
| 1901 | US Championships | Beals Wright         | 6-2 6-8 6-4 6-4     |
| 1902 | US Championships | Reginald Doherty     | 4-6 6-2 6-4 8-6     |
| 1907 | US Championships | Robert LeRoy         | 6-2 6-2 6-4         |
| 1908 | US Championships | Beals Wright         | 6-1 6-2 8-6         |
| 1909 | US Championships | William Clothier     | 6-1 6-2 5-7 1-6 6-1 |
| 1910 | US Championships | Thomas Bundy         | 6-1 5-7 6-0 6-8 6-1 |
| 1911 | US Championships | Maurice McLoughlin   | 6-4 6-4 6-2         |

### Finalista Individuales (2)
| Año  | Torneo           | Oponente en la final | Resultado       |
| 1900 | US Championships | Malcolm Whitman      | 4-6 6-1 2-6 2-6 |
| 1903 | US Championships | Lawrence Doherty     | 0-6 3-6 8-10    |